# Felice Bennati
Felice Bennati (Pirano, 6 maggio 1856 – Capodistria, 3 marzo 1924) è stato un politico e patriota italiano.

## La giovinezza e l'irredentismo
Nacque a Pirano ai tempi della dominazione austriaca, rimanendo presto orfano e crescendo assieme al fratello Giovanni Bennati (fattosi sacerdote e divenuto in seguito monsignore).
Dopo gli studi al ginnasio di Capodistria, frequentò la facoltà di filosofia a Vienna, quando nel giugno 1878, all'età di ventidue anni, fu arrestato per aver affisso sui muri di Capodistria alcuni manifesti di carattere irredentista. Tradotto a Lubiana per il processo per alto tradimento assieme all'altro imputato, Luigi Quarantotto - di Rovigno -, venne infine prosciolto. 
Studiò quindi giurisprudenza a Graz, dove divenne anche presidente del locale Circolo accademico italiano, nel quale si riunivano gli studenti delle zone di lingua italiana dell'Impero presenti nell'ateneo del capoluogo stiriano.
Rientrato a Capodistria, iniziò a lavorare presso lo studio dell'avvocato Pier Antonio Gambini. Assieme a lui curò anche il giornale di chiara tendenza filoitaliana «Patria» (1884-86), poi soppresso dalle autorità imperiali e regie.

## L'esperienza politica
Intrapresa la professione forense, Bennati si avvicinò sempre più agli ambienti politici. Divenne consigliere comunale a Capodistria e nel 1884 fu tra i fondatori a Pisino della Società Politica Istriana, il partito di ispirazione liberal-nazionale italiana in Istria. Dopo la fine del mandato di Giuseppe Bubba assunse la presidenza del partito, divenendone così l'esponente principale. Sua fu la linea di netta contrapposizione con il partito popolare sloveno-croato, il quale intendeva scalzare le posizioni italiane che nettamente dominavano in Istria. Tra le varie cose, si impegnò anche nell'istituzione delle "casse rurali" e "cooperative di produzione, di smercio e di consumo" per cercare di avvicinare al partito anche gli agricoltori e sottrarli all'influenza delle cooperative slave. Sempre in quest'ambito fu tra i promotori di una scuola agraria a Parenzo.
Venne eletto deputato alla Dieta Provinciale dell'Istria nel 1895, rimanendoci per i tre successivi mandati, fino al 1914 (quando la Dieta venne sciolta dalle autorità). Alle elezioni politiche del 1897 fu uno dei tre deputati italiani sui cinque che vennero eletti per il margraviato d'Istria al Parlamento di Vienna. Perse però il mandato alle successive elezioni del 1907 (le prime a suffragio universale maschile in Austria), quando a scapito dei liberal-nazionali istriani si affermarono altre forze politiche, come i socialisti e i cristiano-sociali.
Attivo soprattutto nel campo nazionale Bennati, oltre che fiduciario per l'Istria della Società Dante Alighieri (1889), fu ovviamente socio della Pro Patria (1885-1890) e della successiva Lega Nazionale (1891-1915), nella quale sedette anche come membro del consiglio direttivo e fu poi presidente per la sezione di Trieste.

## La Grande Guerra
Scoppiato il primo conflitto mondiale, nel settembre 1914 Bennati si recò a Roma in qualità di deputato dell'Istria assieme a Camillo Ara (questi come membro del consiglio comunale di Trieste) per discutere col presidente del consiglio italiano Antonio Salandra a proposito della linea da seguire sui "compensi" all'Italia per mantenere la neutralità.
Ormai certo dell'intervento in guerra del Regno d'Italia contro l'Impero Austro-ungarico, nel febbraio 1915 riparò a Venezia. Nei mesi successivi organizzò con altri fuoriusciti irredenti adriatici e trentini quella che sarebbe poi diventata la Associazione Politica fra gli Italiani Irredenti. Partecipò alle riunioni organizzative e alle varie attività del sodalizio, anche sul piano della propaganda. Suo infatti fu il pamphlet L'Istria e il diritto d'Italia, uscito anonimo.
Da sempre vicino al mondo liberale, non condivise la nascente dottrina wilsoniana, che predicava la spartizione dell'Istria tra italiani e slavi. Così infatti espone nel suo opuscolo le proprie argomentazioni in pro della piena soluzione italiana: «L'Italia è entrata in guerra, oltre che per i fini ideali comuni a tutta l'Intesa, col preciso programma di conseguire le sue frontiere naturali, di liberare i suoi figli ancora irredenti, e di ottenere una situazione strategica nell'Adriatico che le assicuri il dominio su quel mare. Come il possesso dell'Istria le è indispensabile per raggiungere la sua frontiera orientale, che è là segnata dalla natura e dalla storia, ed il dominio della sua costa sinuosa e profonda, col meraviglioso porto di Pola, e delle sue isole del Quarnero le è necessario per la sistemazione difensiva dell'Adriatico, altrettanto è legittimo il suo proposito di liberare dal giogo straniero i generosi figli di quella terra che è sua. Se con ciò dovrà necessariamente assorbire un certo numero di popolazione slava colà stabilitasi in varie epoche, non viene meno il diritto e la ragione del possesso. I confini tra i popoli non possono essere segnati da una linea precisa con riguardo alle nazionalità, specialmente dove queste si sono col tempo commiste. I monti, i fiumi, i mari segnano i confini delle nazioni; e questi caratteri indelebili attestano l'appartenenza dell'Istria all'Italia».
Fece ritorno in Istria nell'autunno del 1918, al seguito delle truppe italiane che presero il controllo della regione.

## Gli ultimi anni
Alla Conferenza di pace Bennati fu aggregato alla delegazione italiana assieme al quarnerino Francesco Salata e ad altri esperti tecnici giuliani e dalmati sulla "questione adriatica".
Dopodiché, il 30 settembre 1920 - essendo ormai l'Istria prossima a diventare una delle "nuove province" italiane - fu proposta la sua nomina a Senatore del Regno, la cui convalida avvenne il 3 dicembre e il giuramento il giorno appresso.
Ripresa nel frattempo la professione di avvocato, si spense poco più di tre anni dopo a Capodistria.